# هنري هوب ريد
هنري هوب ريد (بالإنجليزية: Henry Hope Reed)‏ هو كاتب أمريكي، ولد في 11 يوليو 1808، وتوفي في 27 سبتمبر 1854.